# Kuşcenneti Nemzeti Park

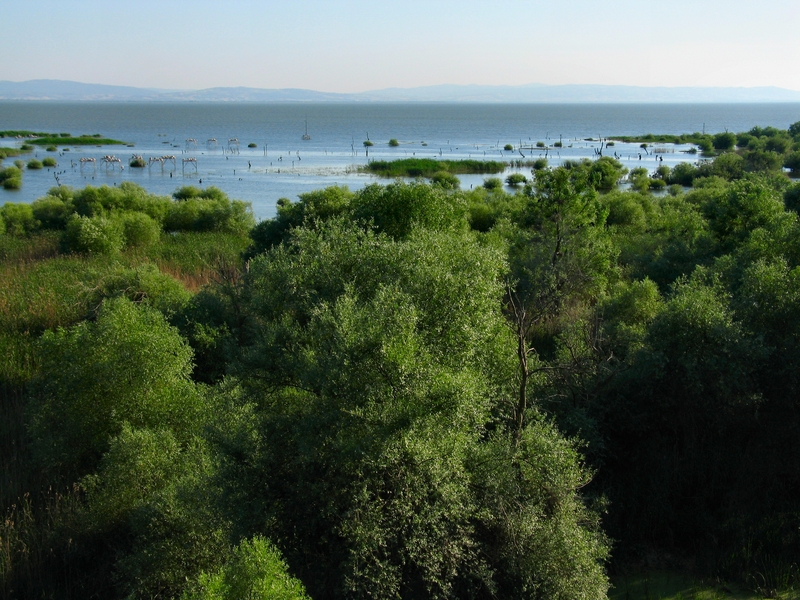
Távoli kép a Kuşcenneti Nemzeti Parkról

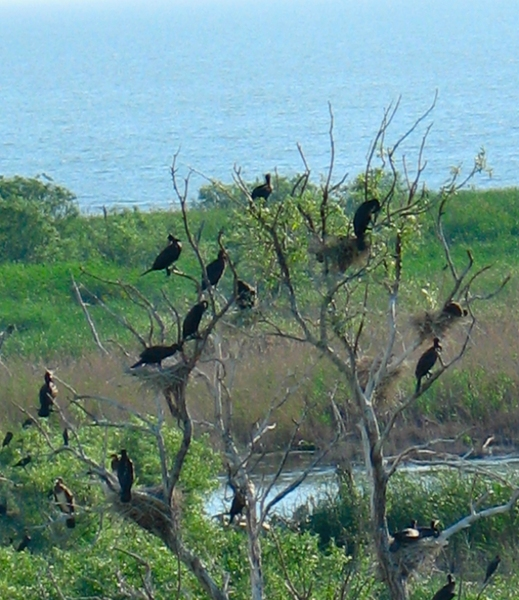
Pihenő madarak a nemzeti parkban

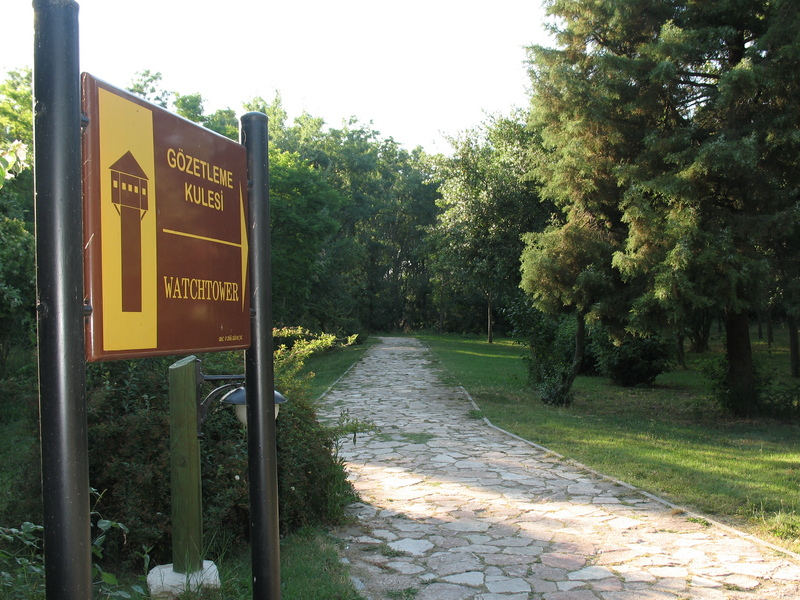
A kilátóhoz vezető kiépített út

A Kuşcenneti Nemzeti Park vagy másképp a Madárparadicsom Törökországban, a Márvány-tengeri régióban, Balıkesir tartományban helyezkedik el a Manyas, Gönen, Bandırma városok közötti képzeletbeli háromszögön belül. 1959-ben alapították a nemzeti parkot, mely az Európa és Ázsia közötti madárvonulási útvonal mentén fekszik, ahol többek között megtalálható a pelikán, a gém, a kanalasgém, a kormorán, a vadliba, a vadkacsa, valamint énekesmadarak is. 1976-ban az Európa Tanács A osztályú oklevéllel ismerte el az itt folyó természetvédelmi munkát.

## Információk
A nemzeti park naponta 9–18 óra között látogatható, a belépődíj 2012-ben 4 török líra volt. A központi épület egy külön termében 5 darab LCD televízión lehet megtekinteni a webkamerák által közvetített élőképet, valamint a 200 m-re lévő kilátótoronyból távcsövekkel lehet a madarakat megfigyelni. Ajánlott látogatási időszak: április, május és június hónapokban.

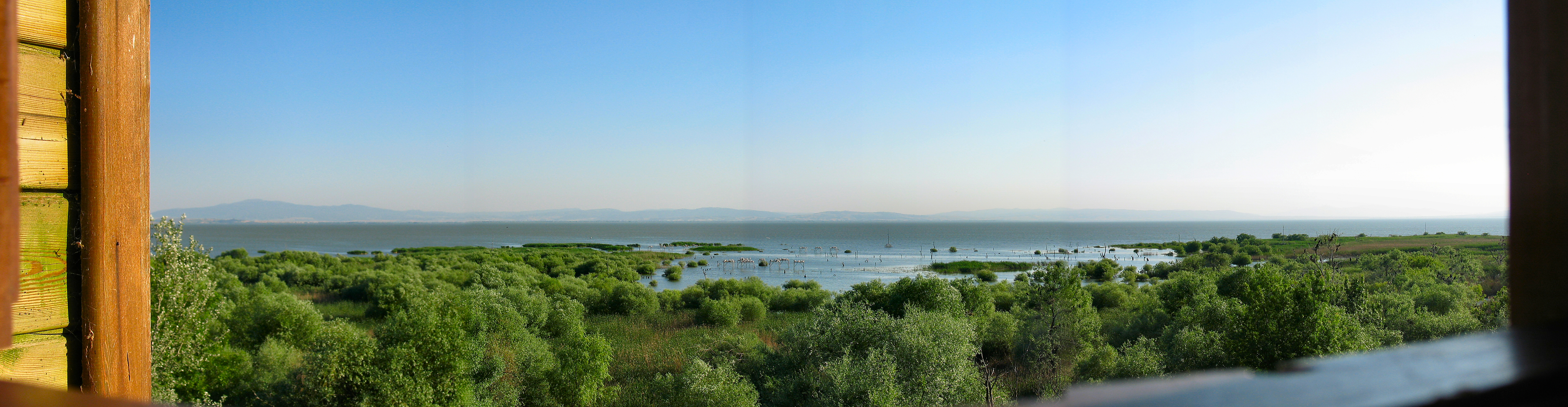
A Madárparadicsom panorámaképe

## Fordítás
- Ez a szócikk részben vagy egészben  a   Kuşcenneti Nemzeti Park című török Wikipédia-szócikk fordításán alapul.  Az eredeti cikk szerkesztőit annak laptörténete sorolja fel. Ez a jelzés csupán a megfogalmazás eredetét és a szerzői jogokat jelzi, nem szolgál a cikkben szereplő információk forrásmegjelöléseként.